# Distoleon cancellosus
Distoleon cancellosus är en insektsart som beskrevs av C.-k. Yang 1987. Distoleon cancellosus ingår i släktet Distoleon och familjen myrlejonsländor. Inga underarter finns listade i Catalogue of Life.